# Nanorana rostandi
Nanorana rostandi es una especie  de anfibio anuro de la familia Dicroglossidae. Se distribuye por el oeste de Nepal, en altitudes entre los 2500 y los 3500 m. Se encuentra amenazada de extinción por la pérdida de su hábitat natural debida a la deforestación.